# For the Sake of Revenge
For the Sake of Revenge – album koncertowy fińskiej grupy muzycznej Sonata Arctica. Wydany w 2006 roku przez Nuclear Blast. Wydany został w dwóch wersjach: tylko płyta CD oraz płyta CD i DVD razem. Zarejestrowano go 5 lutego 2005 podczas występu zespołu w Tokio w Japonii.

## Lista utworów

### Płyta DVD
1. "Prelude For Reckoning" (intro)
2. "Misplaced"
3. "Blinded No More"
4. "Fullmoon" / "White Pearls Black Oceans" - MP3
5. "Victoria's Secret"
6. "Broken"
7. "8th Commandment"
8. "Shamandalie"
9. "Kingdom for a Heart"
10. "Replica" - MP3
11. "My Land" - MP3
12. "Black Sheep"
13. "Sing in Silence"
14. "The End Of This Chapter"
15. "San Sebastian"
16. "The End Of This Keyboard" (sing along)
17. "Gravenimage"
18. "Don't Say a Word"
19. "The Cage"
20. "Vodka..." ("Hava Nagila") (sing along)
21. "Draw Me" (outro)

### Płyta CD
1. Intro
2. "Misplaced"
3. "Blinded No More"
4. "Fullmoon", extract from "White Pearls, Black Oceans"
5. "Victoria's Secret"
6. "Broken"
7. "8th Commandment"
8. "Shamandalie"
9. "Kingdom for a Heart"
10. "Replica"
11. "My Land"
12. "Black Sheep"
13. "Gravenimage"
14. "Don't Say a Word"
15. "The Cage" / "Vodka"
16. "San Sebastian"

## Twórcy
- Tony Kakko - śpiew
- Jani Liimatainen - gitara
- Marko Paasikoski - gitara basowa
- Henrik Klingenberg - instrumenty klawiszowe
- Tommy Portimo - instrumenty perkusyjne